# Ильинское (сельское поселение Ярополецкое)
Ильи́нское — село в Ярополецком сельском поселении Волоколамского района Московской области России.

## География
Расположено на обоих берегах реки Фроловки (левый приток реки Ламы), в 13 км к западу от Волоколамска, с которым связано автобусным сообщением (Волоколамск — деревня Львово).

## История
В старину село было владением Фёдора Тархова, потом его детей — Ивана и Василия, затем — Ивана Фёдоровича Басманова (ум. в 1604 г.). После его смерти село осталось за его вдовой Ариной (ум. в 1626 г.).
Известно, что в 1626 году в селе существовала деревянная церковь Илии Пророка, в которой из-за отсутствия священника богослужения не совершались.
В 1646 году село Ильинское — вотчина Василия Ивановича Стрешнева. В 1648 году село продано князю Михаилу Николаевичу Шаховскому. В 1678 году селом владела его вдова Афимья с детьми Александром и Фёдором, последнему и досталось село. В 1710 году селом владел его сын — князь Фёдор Фёдорович Шаховской. Затем село купил генерал Григорий Петрович Чернышёв.
В 1730 году по заказу владельца села графа Чернышёва построена новая деревянная церковь. В 1733 году её освятил архимандрит Иоаким из Иосифо-Волоцкого монастыря.
В «Списке населённых мест» 1862 года Ильинское — владельческое сельцо 1-го стана Волоколамского уезда Московской губернии по левую сторону Московского тракта, от границы Зубцовского уезда на город Волоколамск, в 13 верстах от уездного города, при речке Колпянке, с 52 дворами, православной церковью и 408 жителями (192 мужчины, 216 женщин).
По данным на 1890 год входило в состав Яропольской волости Волоколамского уезда, число душ мужского пола составляло 181 человек.
В 1913 году — 88 дворов, земское училище, чайная лавка.
В материалах Всесоюзной переписи населения 1926 года указаны село Ильинское Новое (181 житель, 36 хозяйств, школа, сельсовет), деревни Ильинского сельсовета — Ильинская Слобода (142 жителя, 27 хозяйств) и Ильинское (169 жителей, 34 хозяйства).
С 1929 года — населённый пункт в составе Волоколамского района Московской области.
Село сильно пострадало в ходе военных действий во время Великой Отечественной войны. До муниципальной реформы 2006 года было центром Ильино-Ярополецкого сельсовета.

## Население
| 1852 | 1859 | 1926 | 2002 | 2006 | 2010 | 2013 | 2014 |
| ---- | ---- | ---- | ---- | ---- | ---- | ---- | ---- |
| 378  | ↗408 | ↗492 | ↗554 | ↗592 | ↘551 | ↗585 | ↘583 |
| 2015 | 2016 |      |      |      |      |      |      |
| ↗620 | ↘617 |      |      |      |      |      |      |

## Достопримечательности

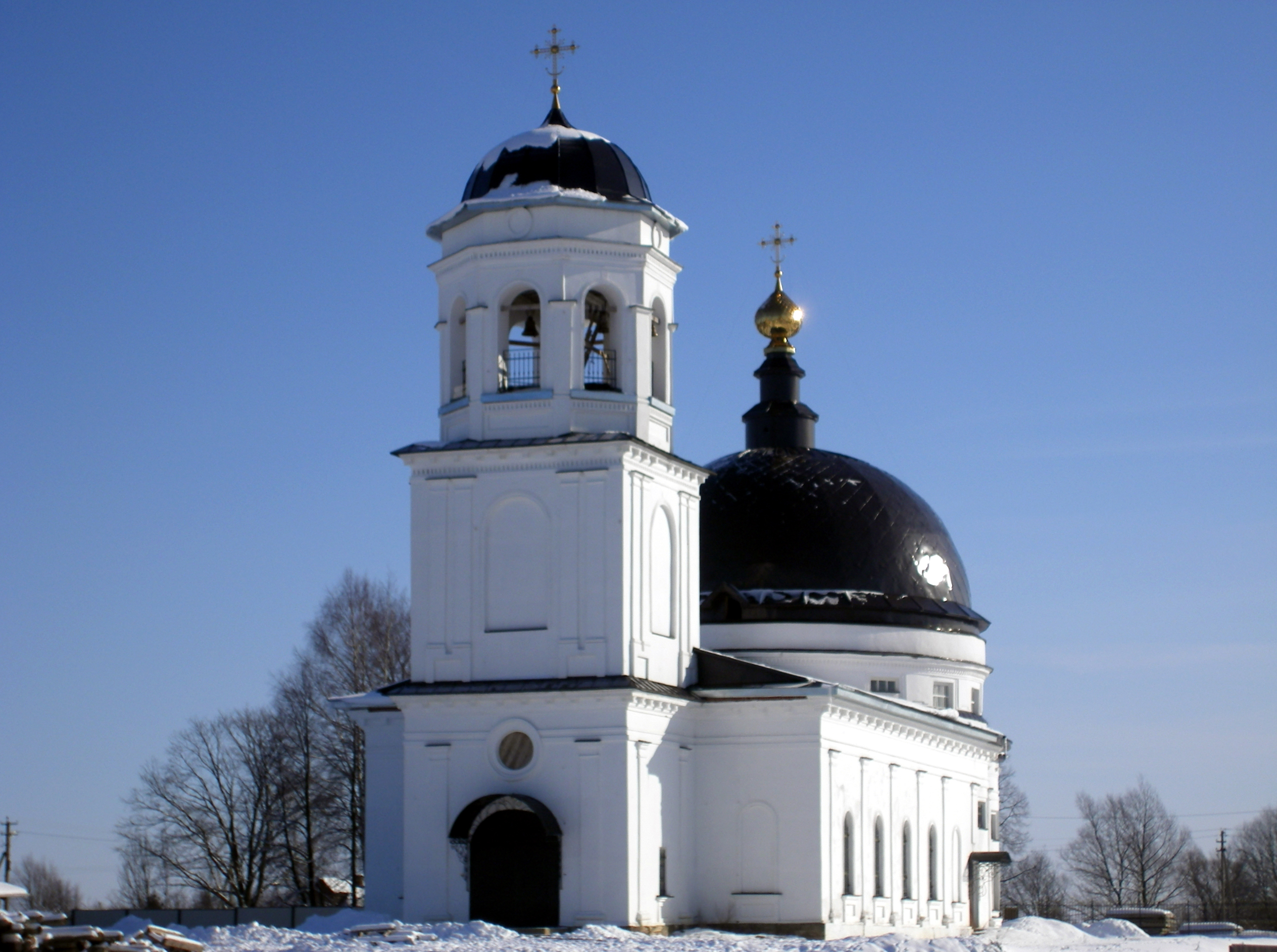
Ильинская церковь

- Церковь Ильи Пророка — построена в 1783 году владельцем села — графом Захаром Григорьевичем Чернышёвым. Действующий в настоящее время храм.[19]